# Нусацум (річка)
Річка Нусацум — річка в долині Белла-Кула в регіоні Центрального узбережжя Британської Колумбії, Канада. Це притока річки Белла-Кула, що тече на північний захід і впадає в неї вище за течією на території громади Хагенсборг. 
«Nusatsum» пишеться по-різному як Nootsatsum, Noosatum і Nutsatsum.

## Дивіться також
- Гора Нусацум
- Список річок Британської Колумбії